# Влатко Паскачић
Влатко Паскачић је био српски племић и севастократор, који је током седме деценије XIV века, уз подршку Мрњавчевића владао облашћу између Врања и Криве Паланке. Задужбина његове породице је манастир светог Николе у Псачи, а његов син Угљеша је касније спадао међу значајне сараднике деспота Стефана Лазаревића.

## Живот
Влатко је био син кнеза Паскача и кнегиње Озре и заједно са оцем је, у доба Душана Силног, подигао њихову задужбину у Псачи, која је у марту 1355. године поклоњена светогорском Хиландару, док је њена унутрашњост осликана нешто касније, између 1365. и 1371. године.
Његова баштина, била је жупа Славиште, у данашњој Македонији, око Криве Паланке. Уз подршку Мрњавчевића, он је потиснуо малолетне синове деспота Дејана (Јована и Константина) из области око Прешева. Поред тога, он је своју власт проширио и на Врање, а сматра се да је, још пре 1365. године, ковао сопствени новац, што говори о томе да моћ севастократора Влатка, није била занемарљива.
Цар Урош је Влатку доделио високу титулу севастократора, док је његов малолетни син Угљеша, добио титулу кесара. Не зна са када је то урађено, пошто се Влатко, са титулом севастократора, јавља само на ктиторској композицији у Псачи, као севастократор све српске земље. Највероватније се то десило 1365. године, када је Урош Вукашину доделио титулу краља и прогласио га за свог савладара, његовом сину Марку титулу младог краља, а брату Угљеши титулу деспота.
Не зна се када је умро севастократор Влатко, али се сматра да се то десило између 1365. и 1371. године. Наследио га је малолетни син Угљеша, кога су након Маричке битке (у којој је можда погинуо Влатко), са породичних поседа потиснули синови деспота Дејана, браћа Драгаши.
Високе титуле, које је цар Урош доделио њему (севастократор) и његовом малолетном сину Угљеши (кесар), указују да је Влатко могао да буде неком родбинском везом повезан са српским владарем, иако се та, хипотетичка веза, ничим не може документовати. Влатково нагло ширење сведоче о његовој повезаности са Мрњавчевићима, иако није утврђено да ли се ради о некој породичној или само пријатељској вези. Поједини аутори су сугерисали да би његова супруга, Владислава, могла да буде ћерка деспота Угљеше, по коме би био назван један од њихових синова, кесар Угљеша.

## Породица
У браку са властелинком Владиславом, севастократор Влатко је имао барем троје деце:
- Стефана
- Угљешу
- Уроша